# Консульство України на Балі
Консульство України на острові Балі — консульство МЗС України, відкрите при посольстві України в Індонезії.
Почесне консульство було відкрито 27 листопада 2020 року в місті Денпасар в провінції Балі. Консульство не наділене повноваженнями щодо консульських дій (оформлення паспортів, віз, оформлення нотаріальних актів тощо).
Керівник — Почесний консул України пан І Ніоман Астама, консульський округ — територія провінції Балі.